# Philodromus keyserlingi
Philodromus keyserlingi là một loài nhện trong họ Philodromidae.
Loài này thuộc chi Philodromus. Philodromus keyserlingi được miêu tả năm 1890 bởi Marx.